# Denis Twitchett
Denis Crispin Twitchett (* 23. September 1925 in London; † 24. Februar 2006 in Cambridge) war ein britischer Sinologe.
Twitchett war von 1954 bis 1956 Dozent an der Universität London, danach von 1956 bis 1960 an der Universität Cambridge. Er hatte den Lehrstuhl für Sinologie in London (1960–68), Cambridge (1968–80) und Princeton (1980–94) inne. Ab 1967 war er Mitglied der British Academy.

## Veröffentlichungen
- als General Editor: The Cambridge History of China, Cambridge University Press, Cambridge, England 1997